# 白河区

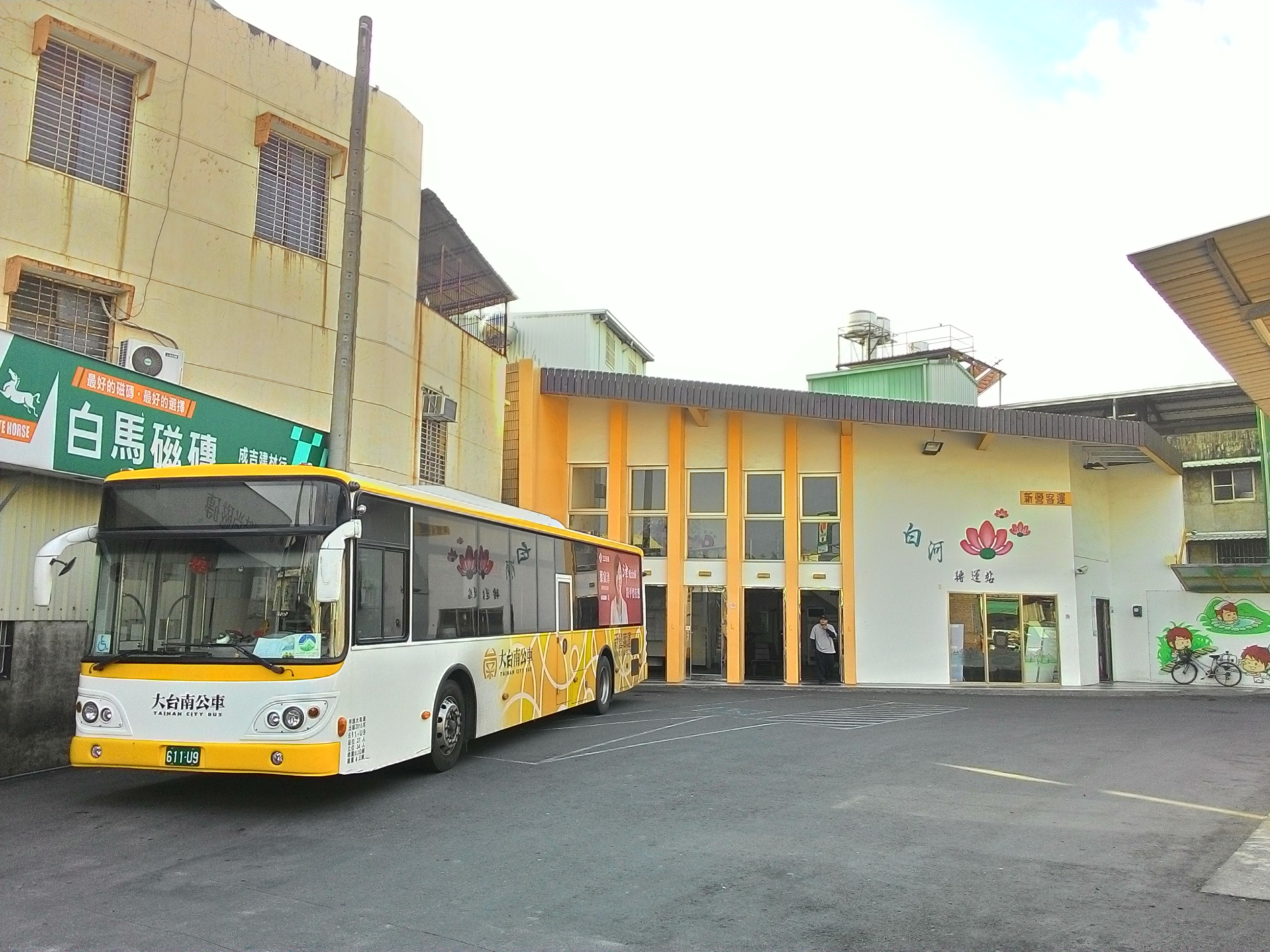
大台南公車白河転運站（新営客運）

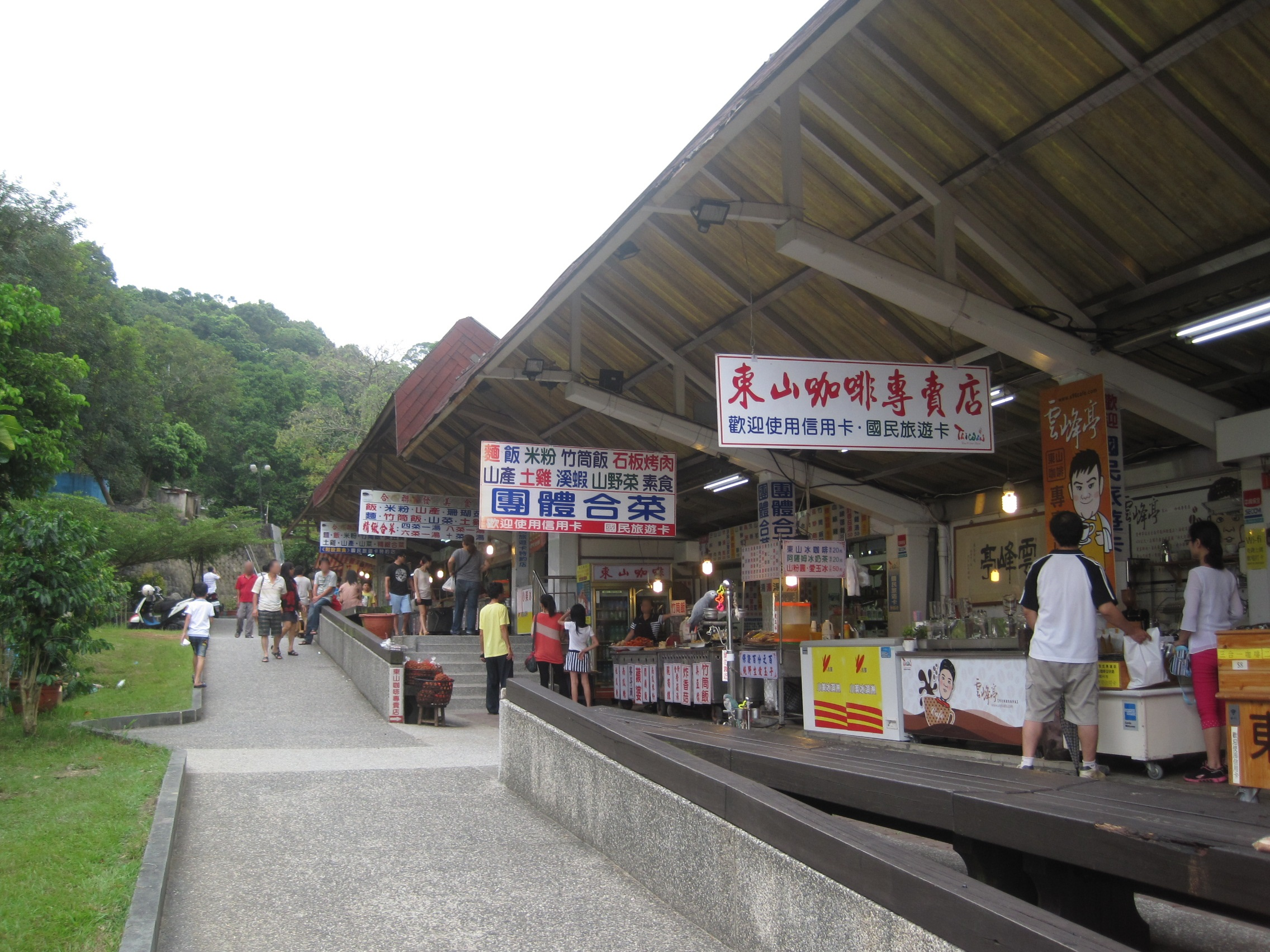
水火同源風景区

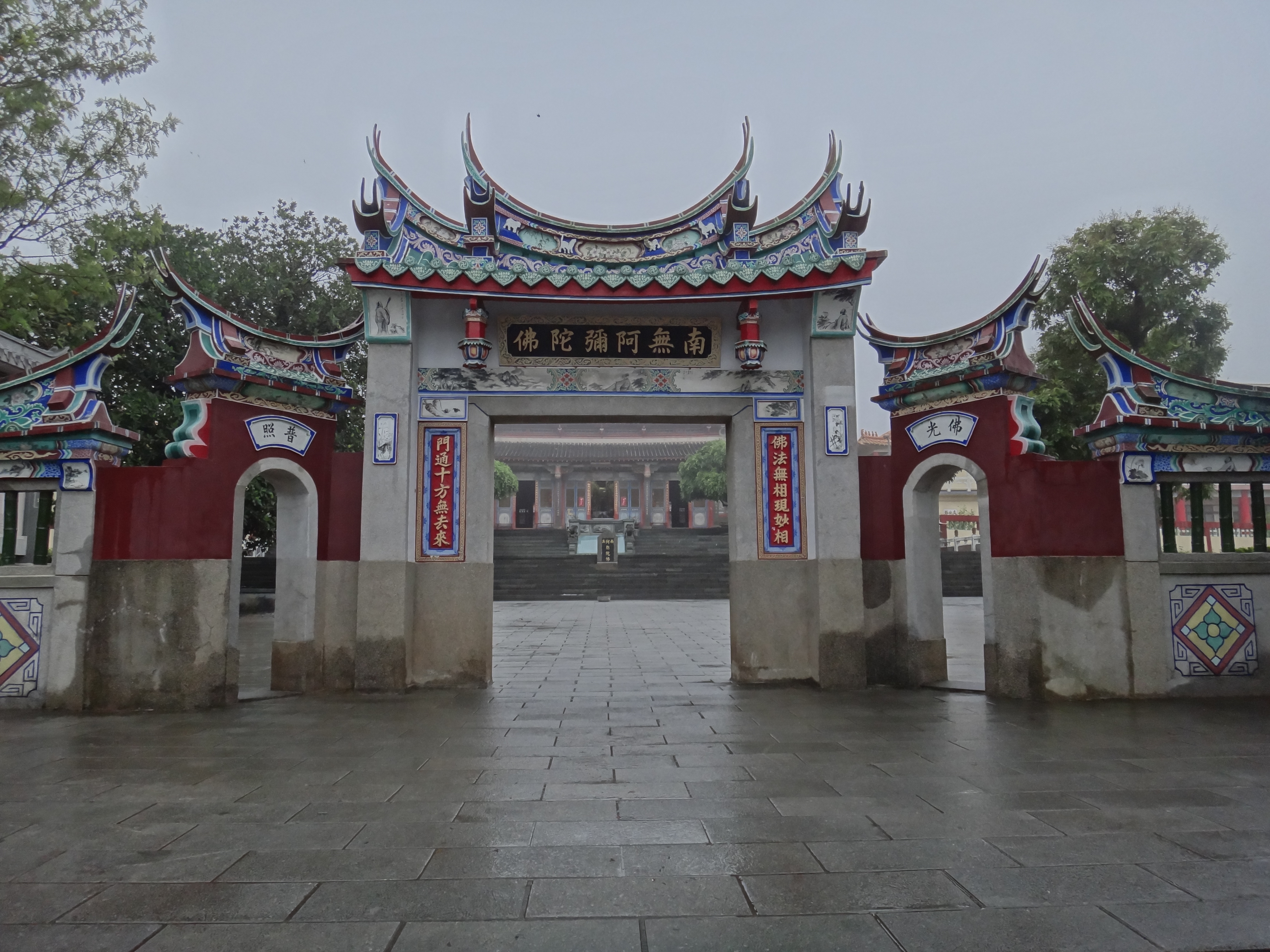
火山大仙寺

白河区（バイホー/はくが/しらかわ-く）は台南市の市轄区。新営区の近郊にあり、新営都心圏への通勤率が高い。

## 地理
白河区は台南市の北東端に位置し、北は八掌渓を隔てて嘉義県水上郷、中埔郷と、西は後壁区と、東は嘉義県大埔郷と、南は東山区とそれぞれ接している。
嘉南平原の東南端に位置し、熱帯モンスーン気候に属している。近年は蓮田の耕作面積が増大し、レンコンとその加工品が特産品となっている。夏の蓮花の時期には「蓮花節」が催され、桃園市観音区と並び蓮花の名所として「南白河、北観音」と称されている。

## 歴史
白河は農産品などの集積地として交易が発達していた。この交易を中心にした集落であったことより旧名の「店仔口」と名づけられた。日本統治時代の1920年の台湾地方改制の際、白水渓の畔に位置したことから「白河」と改称された。2010年12月25日には台南県台南市編入に伴い白河区と改編された。

## 行政区
| 地区   | 里                                               |
| ------ | ------------------------------------------------ |
| 関仔嶺 | 関嶺里、仙草里、虎山里、大林里、河東里、六渓里   |
| 蓮花   | 大竹里、詔豊里、広蓮里                           |
| 店仔口 | 白河里、庄内里、外角里、永安里、崁頭里、秀祐里   |
| 両圳   | 内角里、崎内里、馬稠後里、竹門里、汴頭里、昇安里 |

## 歴代区長
| 代 | 氏名 | 退任日 |
| -- | ---- | ------ |

## 教育

### 高級職校
- 国立白河高級商工職業学校

### 国民中学
- 台南市立白河国民中学

### 国民小学
| - 台南市白河区白河国民小学 - 台南市白河区玉豊国民小学 - 台南市白河区大竹国民小学 | - 台南市白河区内角国民小学 - 台南市白河区竹門国民小学 - 台南市白河区河東国民小学 | - 台南市白河区仙草国民小学 - 台南市白河区関嶺国民小学 |

## 交通
かつては台湾糖業鉄道の白河線で烏樹林駅経由で新営駅に連絡していた。現在は市内バス（大台南公車）のバスターミナル（新営客運白河転運站）を発着する各系統で縦貫線各駅（後壁駅、新営駅）を含む新営区や後壁区各地、台湾好行33路で高鉄嘉義駅と結ばれている。嘉義市内と当区を結ぶ下記の嘉義客運の路線は区内を経由するが白河転運站には停車しない。
| 種別     | 路線名称                  | その他   |
| -------- | ------------------------- | -------- |
| バス     | 7210 嘉義 - 白河          | 嘉義客運 |
| バス     | 7214 嘉義 - 白河 - 関子嶺 | 嘉義客運 |
| 高速道路 | フォルモサ高速公路        | 白河IC   |

## 観光

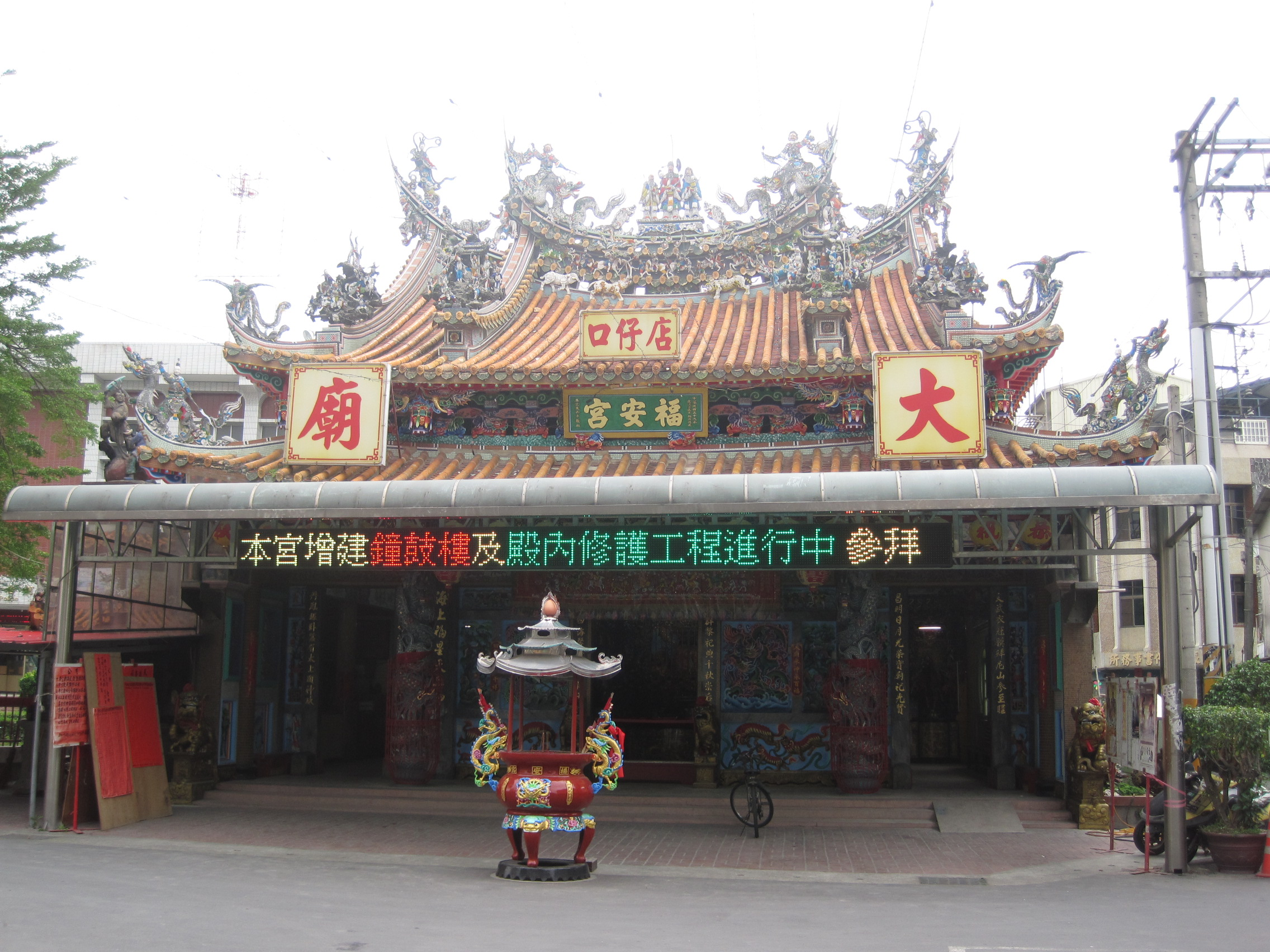
白河福安宮

- 関子嶺温泉
- 蓮花公園
- 白河ダム（中国語版）
- 竹門緑色隧道
- 火山大仙寺（中国語版）
- 火山碧雲寺（中国語版）
- 水火同源
- 旧白河俘虜収容所（中国語版）
- 崁頂福安宮（中国語版）
- 白河沈氏宗祠（中国語版）
- 白河台湾映画文化城（中国語版）